# Pingo
Pour le footballeur brésilien, voir Pingo (football).

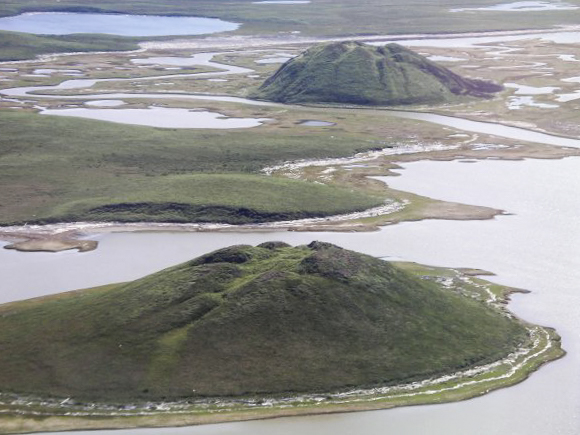
Pingos à proximité de Tuktoyaktuk dans les Territoires du Nord-Ouest au Canada.

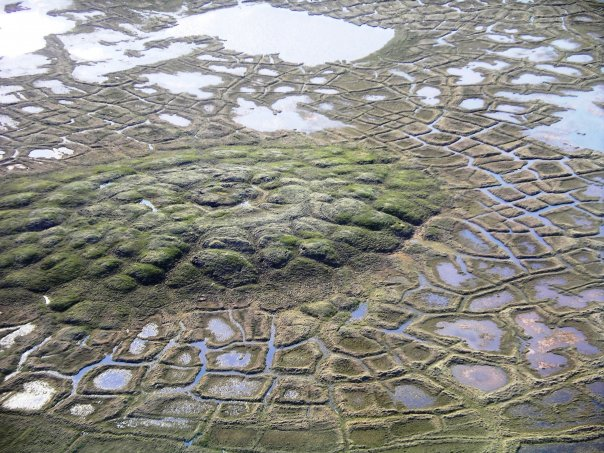
Pingo érodé dont la surface est couverte d'un sol polygonal (sol structuré) à proximité de Tuktoyaktuk dans les Territoires du Nord-Ouest au Canada.

Un pingo ou boulgounniakh en Sibérie est une colline de glace recouverte de terre et qui se rencontre dans les régions arctiques, subarctiques et antarctiques. « Pingo » est un mot inuit désignant une petite colline en forme de cône. Le terme pingo a été mentionné la première fois en 1938 par le botaniste spécialiste de l'arctique Alf Erling Porsild. En son honneur, un pingo porte son nom dans le delta de la Mackenzie.

## Caractéristiques
Les plus grands pingos peuvent atteindre 50 m de hauteur et 900 m de largeur mais la largeur moyenne est de 200 m. L'angle de la pente va de 34 à 38°, rarement plus de 45°. Les pingos ne peuvent se former que dans un environnement mettant en jeu un pergélisol et un terrain meuble. Ainsi, en retrouvant les traces d'un pingo, on peut en déduire que le site fut occupé par un pergélisol.
Les plus nombreux se rencontrent dans le delta de la Mackenzie dans le grand nord canadien. On en rencontre aussi dans le Svalbard, en Scandinavie, en Alaska, au Groenland, en Antarctique et en Sibérie où ils sont appelés boulgounniakh selon un terme iakoute.
Les pingos sont souvent classés en deux catégories :
- hydrostatiques : c'est un système clos, l'eau formant le pingo provient du pergélisol ;
- hydrauliques : c'est un système ouvert, l'eau formant le pingo provenant d'une source extérieure (pluies, eaux de ruissellement, pergélisol profond, etc).

Les pingos hydrostatiques se forment en général de manière isolée (ce qui ne veut pas dire qu'il n'y en aura pas d'autres à proximité) tandis que les pingos hydrauliques ont tendance à se former par groupes.

## Formation
On distingue les deux types en mettant en évidence la présence (hydrostatique) ou l'absence (hydraulique) de dépôts lacustres. Le fonctionnement des pingos hydrauliques est moins connu que celui des hydrostatiques. Les pingos ne grandissent que de quelques centimètres par an et les plus grands peuvent mettre des centaines d'années à se former. Le processus repose sur la dilatation de l'eau lorsqu'elle gèle et sur les cycles de gel et dégel du pergélisol.

### Hydrostatique
.

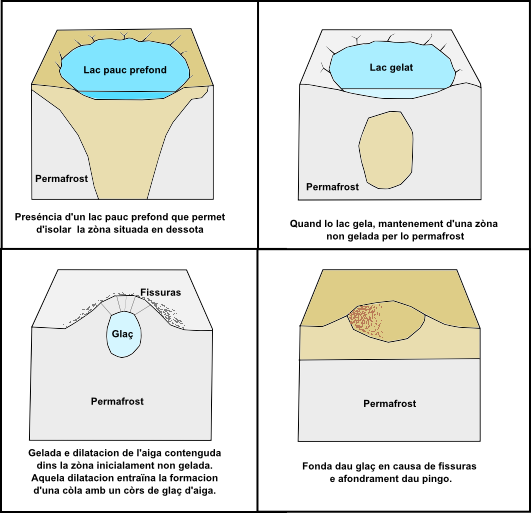
Schéma général de formation d'un pingo.

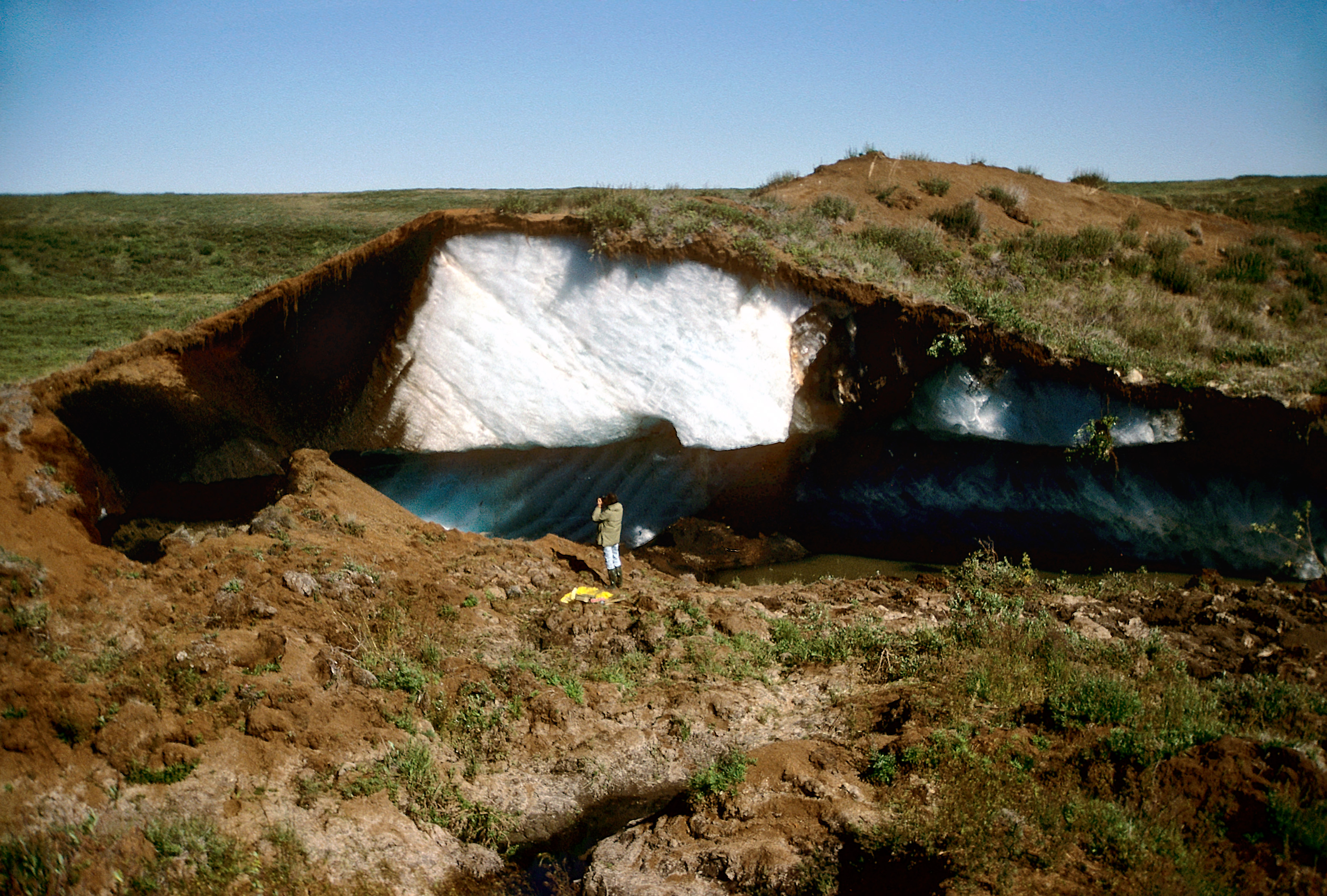
Centre d’un pingo hydrostatique exposant la glace du coeur (delta de la Mackenzie)

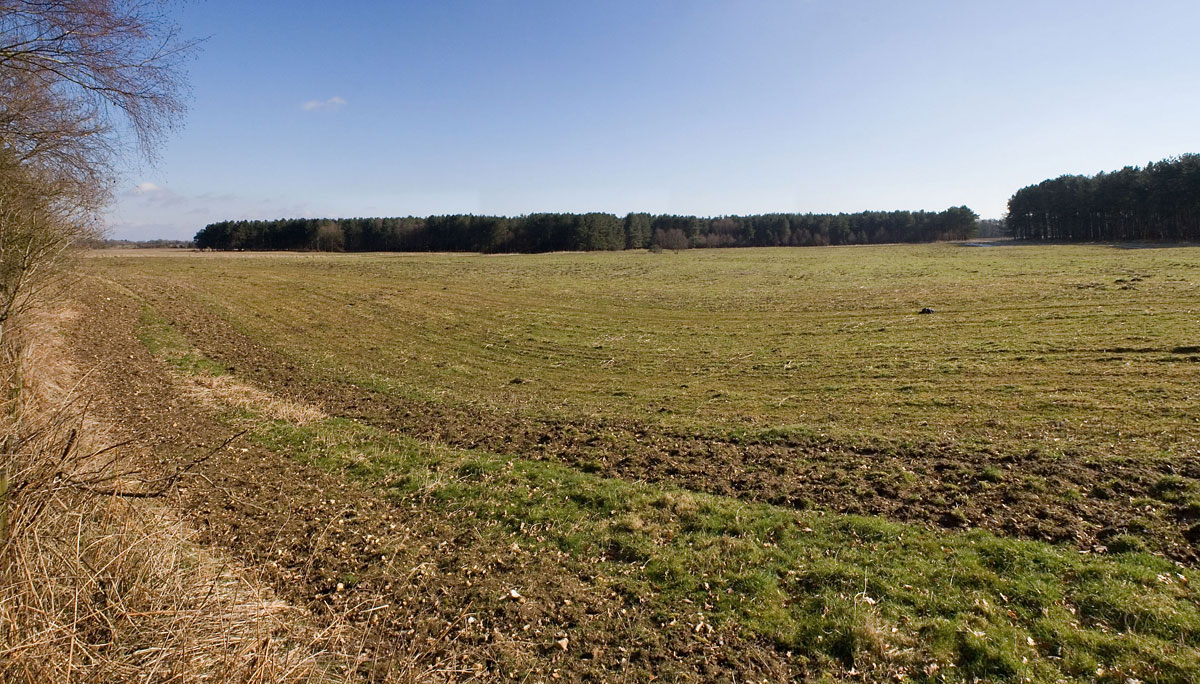
Dépression formée par un pingo effondré dans le comté de Norkolk, Royaume-Uni.

Les pingos hydrostatiques se forment sous des lacs dans un sol soumis au pergélisol. La présence d'un lac isole le sol en dessous, le protège du froid ainsi il ne se transforme pas en pergélisol. Lors du dégel, il arrive que certains de ces lacs se vident rapidement. Le sol non gelé gorgé d'eau est alors en contact avec le froid et gèle. L'eau sous pression contenue dans le sol se regroupe sous la forme d'une lentille de glace selon le principe d'un puits artésien, se dilate et soulève le pergélisol qui le recouvre.
D'année en année, le pingo grossit par apport successif d'eau venant du sol. On assiste alors à la naissance d'une colline dont le cœur est formé de glace, recouverte d'une couche de pergélisol et pouvant comporter à son sommet un petit lac formé de l'eau de fonte de la glace du pingo qui se retrouve à l'air libre.
Lorsque l'érosion (par solifluxion le plus souvent) dégage la glace du pingo, celle-ci se met à fondre. Le pingo se transforme alors en un lac ou une dépression bordée par un talus formé des anciens terrains recouvrant le pingo. Par analogie avec le profil inversé de ces pingos effondrés, certains géologues les désignent sous le nom d'ognip.

### Hydraulique
Le mécanisme de formation des pingos hydrauliques est moins connu. On pense que l'eau à l'origine du pingo provient de montagnes adjacentes à une plaine et que l'eau circule dans le sol et remonte sous la forme de puits artésiens.